# تیم رالی جهانی هیوندای
تیم رالی جهانی هیوندای یک تیم رالی است که در مسابقات رالی قهرمانی جهان (WRC) به عنوان شرکت کننده رسمی کمپانی خودروسازی هیوندای موتور حضور دارد. مدیر این تیم در مسابقات رالی بر عهده سیریل ابیتبول است. رانندگان این تیم در فصل ۲۰۲۴ تیری نوویل، اوت تاناک، اساپکا لاپی، دنی سوردو و آندریاس میکلسن بوده‌اند. این تیم از سال ۲۰۱۴ هر ساله توسط هیوندای موتوراسپورت، بخشی از هیوندای موتورز مستقر در آلتسناو این اونترفرانکن، آلمان، وارد مسابقات رالی قهرمانی جهان شده است. بین سال‌های ۲۰۰۰ تا ۲۰۰۳، این تیم توسط توسعه موتورهای ورزشی میلتون کینز، انگلستان، به نمایندگی از هیوندای موتور اسپرت اداره می‌شد.
این تیم دو بار در سال‌های ۲۰۱۹ و ۲۰۲۰ قهرمان مسابقات جهانی رالی برای سازندگان شده است. این تیم برای اهداف مالی مشخص شده، هنگام ورود به مسابقات رالی قهرمانی جهان نام خود را تغییر داده است.